# Ренесанса на северу Европе
Ренесанса на северу Европе или Северна ренесанса се односи на ширење уметничких идеја ренесансе на Европу северно од Алпа у 16. веку. „Северна” служи да истакне разлику од изворне, италијанске ренесансе, која се поистовјећује с југом Европе. 
Напомена: овај чланак се бави ренесансом у северним земљама Европе у ликовним уметностима. За остале уметности, види:
- Ренесанса у књижевности
- Ренесанса у музици

## Историја
Пре 1450. италијанска ренесанса и хуманизам нису имали утицаја у Европи изван Италије.
Крајем 15. века ренесанса се из Рима шири и захвата целу Европу. Ренесанса је нарочито била уметнички продуктивна у Низоземским земљама, северној Француској, Немачкој и Пољској.
Универзитети и штампане књиге су помогле ширењу ренесансних идеја. Томе су својим делима помогли интелектуалци и писци попут Еразма и Франсоа Раблеа. За разлику од Италије, Ренесанса у северним земљама је била под јаким утицајем протестантске реформације.

### Ренесанса у Низоземској
Богати трговачки градови Фландрије, као што су били Бриж у 15. и Антверпен у 16. веку, допринели су културној размени Фландрије и Италије. Ово се углавном односи на сликарство, јер је низоземска архитектура већим делом остала верна традицијама позне Готике. Примери уметничке размене су сликар Јан Госаерт и вајар Ђамболоња, Фламанци који су оставили трага у уметности Италије, као и италијански архитекта Алесандро Пасквалини који је стварао у Низоземској.
Ренесанса у фламанском сликарству се развила из периода раног фламанског сликарства, које представља прелаз између позне готике и ране ренесансе. Она се није односила на препород античких тема и интересовања као у Италији, већ на повратак природи и њеној лепоти.
Најзначајнији фламански ренесансни сликар био је Јан ван Ајк. Његово капитално дело је Гентски олтар. Иновација Јана ван Ајка у сликарској техници била је употреба уљаних боја. Остали значајни низоземски ренесансни сликари су Хијеронимус Бош и Питер Бројгел Старији.

### Ренесанса у Француској
Међу апсолутистичким монархијама главних европских држава у свом богатству, раскоши, феудалних поседа, туђих кметова и опљачканих вредности, предњаче краљеви француске. Захваљујући бројним краљевским браковима француски краљеви полажу право на друге круне и друге земље, па ратују са свима (Низоземском, Шпанијом, Енглеском, Напуљем). Преко ратова у Италији упознају се са Ренесансом и прихватају је, јер им омогућава градњу палата, двораца, галерија, музеја, тргова, каквих није било у готичкој уметности севера.
Краљ Франсоа I (1515—1547) увозио је уметничке предмете из Италије, наручивао дела од италијанских уметника попут Леонарда да Винчија, Андрее дел Сарта и Бенвенута Челинија, и градио раскошне и скупе палате, чиме је засновао француску Ренесансу. Његова збирка слика је била нуклеус збирке данашњег музеја Лувр. Међу дворцима које је саградио или доградио су: Амбоаз, Блоа, Шамбор и Фонтенбло. Процват ренесансне уметности у Француској се наставио за време владавине сина краља Франсоа, Анрија II (1547—1559). Религиозни ратови католика и хугенота после смрти Анрија II бацили су земљу у хаос. Катарина Медичи је наставила да буде мецена уметника, али осим извесног броја портрета и предмета примењене уметности, из њеног времена нису остала дела трајније вредности.
Најзначајнији француски сликари из доба ренесансе били су Жан Фуке и Франсоа Клуе. Поред класичног сликарства, бавили су се израдом минијатурних портрета (минијатура). Међу вајарима, истакао се Жермен Пилон.

### Ренесанса у Немачкој
Ренесанса се у Немачкој, као културни и интелектуални покрет, проширила у 15. и 16. веку. Немачки уметници и интелектуалци су је овде донели преко својих путовања у Италију. Вероватно најутицајнија личност из немачког ренесансног миљеа био је Јохан Гутенберг.
Немачка је произвела плејаду ренесансних сликара од којих је најзначајнији Албрехт Дирер. Бавио се сликарством и графиком. Сликао је митолошке и религијске призоре и израђивао дрворезе и цртеже, у којима су често присутне филозофске идеје.
Остали значајни сликари немачке Ренесансе били су: Албрехт Алтдорфер, Лука Кранах Старији и Млађи, Матијас Гриневалд и Ханс Холбајн Млађи. Ту је и зачетник графичке уметности Мартин Шонгауер.
Ренесанса није оставила значајнијег трага у немачкој архитектури где се наставила доминација готичког стила.

### Ренесанса у Пољској
Ренесанса у Пољској (пољ. Odrodzenie) трајала је од касног 15. до касног 16. века. Ово доба се сматра за златно доба пољске културе. Краљевином Пољском је у то време владала династија Јагелонаца, а земља је пролазила кроз период унутрашњег и спољашњег мира и просперитета.
Ренесанса је у Пољску престоницу Краков стигла преко италијанских уметника и трговаца. Пољска је била погодно тле за развој идеја Ренесансе и хуманизма. Ту је деловао знаменити Универзитет у Кракову, а о могућностима за слободу мишљења сведочи револуционарно дело Николе Коперника.
Италијански архитекта Бартоломео Беречи је преуредио краљевски дворац Вавел у ренесансни дворац почетком 16. века. Град Замошћ је плански изграђен у ренесансном стилу. Још један центар Ренесансе у Пољској био је град Данциг на северу, где су углавном живели Немци и Холанђани. Сликари су најчешће сликали портрете краљева и аристократије.

## Архитектура
Изван Италије, Готика је била уопште прихваћени стил дубоко у 15. веку, али утицаји ренесансе су се осјећали из дана у дан. У 16. веку утицај ренесансе се осећа у целој Европи, те се у свакој земљи може поменути понеко вредно ренесансно дело. Преко италијанских архитеката, ренесансна архитектура се проширила све до Русије и Скандинавије.
У Француској су највиши домети и највећи допринос Ренесанси били краљевски дворци дуж ријеке Лоаре. Први ренесансни дворац у долини Лоаре био је дворац Амбоаз у коме је своје последње године провео Леонардо да Винчи. Дворац Шамбор Доменика да Кортоне једна је од најљепших грађевина француске ренесансе и сматра се да га је пројектовао сам Леонардо (са сигурношћу му се приписује дизајн двоструког спиралног степеништа). Четири повезана старо-француска донжона чине правоугаоно двориште унутар којег је средишњи дворац правоугаоног облика с угаоним кулама, четири унутарашња дворишта. Фасада је као код ренесансних италијанских палата, а готички кров с димњацима, торњевима и торњићима као да најављује маниризам.
Друго доминантно ренесансно архитектонско дело је дворац краља Луја XIV — Лувр у Паризу, јединствен је због својих контролисаних пропорција, изразите симетрије, двојних ступова, и одмерене пластичности фасаде итд.
У Низоземским земљама су споро продирали утицаји италијанске архитектуре. Чак и кад се то догодило, архитектура је увек била у комбинацији са локалним традицијама (степенасти забати и витки троуглови изнад врата и прозора). Ова архитектура постала је модерна у Енглеској.
Најзначајнији пример архитектуре из доба Ренесансе у Данској је палата Фредериксборг.
У Пољској, архитектура је у прво време (1500—1550) била под директним утицајем италијанских архитеката. Касније (1550—1600), у Пољску продиру холандски утицаји. Најзад, у периоду 1600—1650, архитектура постаје маниристичка и барокна, под утицајем контрареформације.
У Енглеској најважнији ренесансни архитекта је Ајниго Џонс (1573—1652) који након студијског путовања у Италију гради „салу за банкете“ палате Вајтхол (Witehall) у Лондону за краља Џејмса I. То је сјајна ренесансна композиција с умереном рустиком подножја и диференцијацијом двеју етажа.
- Галерија дворца Фонтенбло
- Двоструко спирално степениште дворца Шамбор у Француској дизајнирао је Леонардо да Винчи.
- Градска већница у Антверпену
- Велики трг у Замошћу

## Сликарство
Сликарство ране Ренесансе на северу обележили су фламански сликари који су у готички натурализам унели крајњи реализам појединости, тако да су ликови на њиховим портретима сликани са детаљним особинама нарави. Њихово сликарство је било веома цењено у Италији, док се утицај италијанске Ренесансе на северу осетио тек крајем 15. века. Најзначајнији сликари овога доба су били браћа Хуберт и Јан ван Ајк. У сликарству су довели до револуције употребом иновативне технике уљаних боја, коју ће Леонардо раширити на југу. 
Питер Бројгел Старији био је сликар који се потпуно окренуо природи, толико да је и ликове (обично фламанске сељаке) на својим сликама прилагођавао „птичјој перспективи“ да би пејзаж дошао до потпуног изражаја. Он је први показао посебност пејзажа у различитим облицима, тако што је „портретисао“ годишња доба.
Ренесансно сликарство стиже у Француску доласком италијанских сликара у краљевски дворац Франсоа I — Фонтенбло. На том ренесансно-маниристичком двору развијала се француска ренесанса — тзв. Школа из Фонтенблоа.
У Немачкој се Ренесанса осећа већ у делима Матијаса Гриневалда, али један од најсвестранијих уметника, чији се гениј и мајсторство може мерити с Леонардом и Микеланђелом, био је сликар и графичар Албрехт Дирер. Он је након приправништва у Нирнбергу путовао и учио у Италији, и као многи италијански мајстори био је признат као геније још за свог живота. Попут Леонарда, тежио је да проникне у само срце тајни живота и лепоте. Његови цртежи, као нпр. бусена траве, показују изванредну радозналост и моћ опажања. С друге стране, његови портрети и аутопортрети показују типичну северњачку интровертност и натурализам. На Диреровим гравирама, попут Четири јахача апокалипсе, визија живота без смисла и препуног страхота постоји као емоционална крајност какве нема у медитеранској уметности. Адам и Ева, један други дрворез, показује обе стране Дирера. Позе, пропорције и цртеж фигура је италијански, док је приказ дрвећа, изведба детаља и симболика северњачка (нпр. миран живот домаће мачке и миша у доњем делу слике симболизује безгрешно доба).
Ханс Холбајн најбољи је и најславнији портретист класичне ренесансе у северној Европи; деловао је у Немачкој и Енглеској, на двору Хенрија VIII. У портретима постигао је савршену равнотежу описа лица и израза нарави.
- Детаљ Гентског олтара (Ева — први акт у уметности севера Европе)
- Питер Бројгел Старији, „Тријумф смрти“, уље на платну.
- Албрехт Дирер, „Сви свети“
- Ханс Холбајн, „портрет Еразма Ротердамског“